# St. Briccius (Wurmlingen)

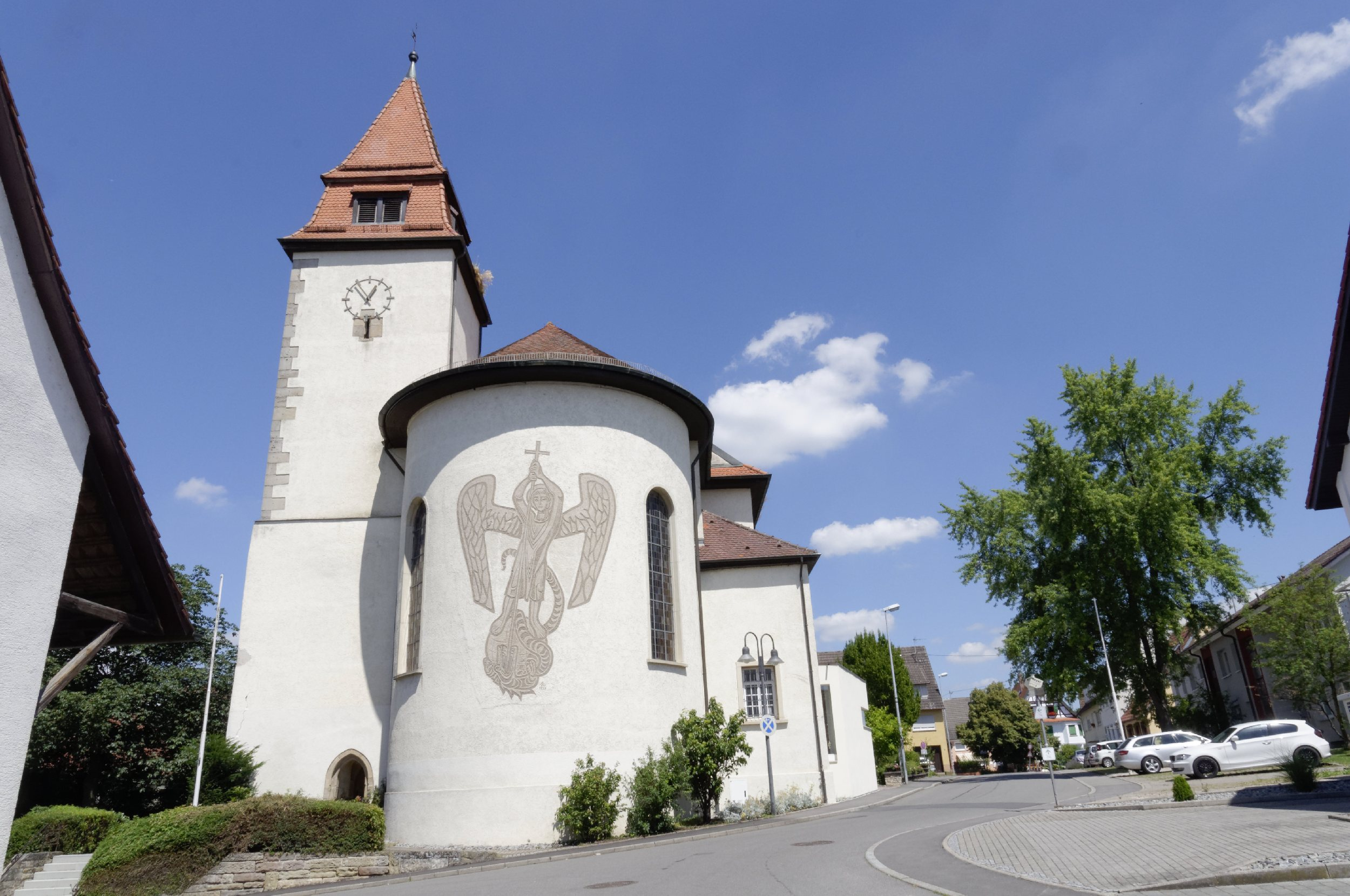
St. Briccius in Wurmlingen

Die römisch-katholische Pfarrkirche St. Briccius steht in Wurmlingen, einem Stadtteil von Rottenburg am Neckar im Landkreis Tübingen in Baden-Württemberg. Die Kirchengemeinde gehört zum Dekanat Rottenburg in der Diözese Rottenburg-Stuttgart. Das Bauwerk ist beim Landesamt für Denkmalpflege Baden-Württemberg als Kulturdenkmal eingetragen.

## Beschreibung

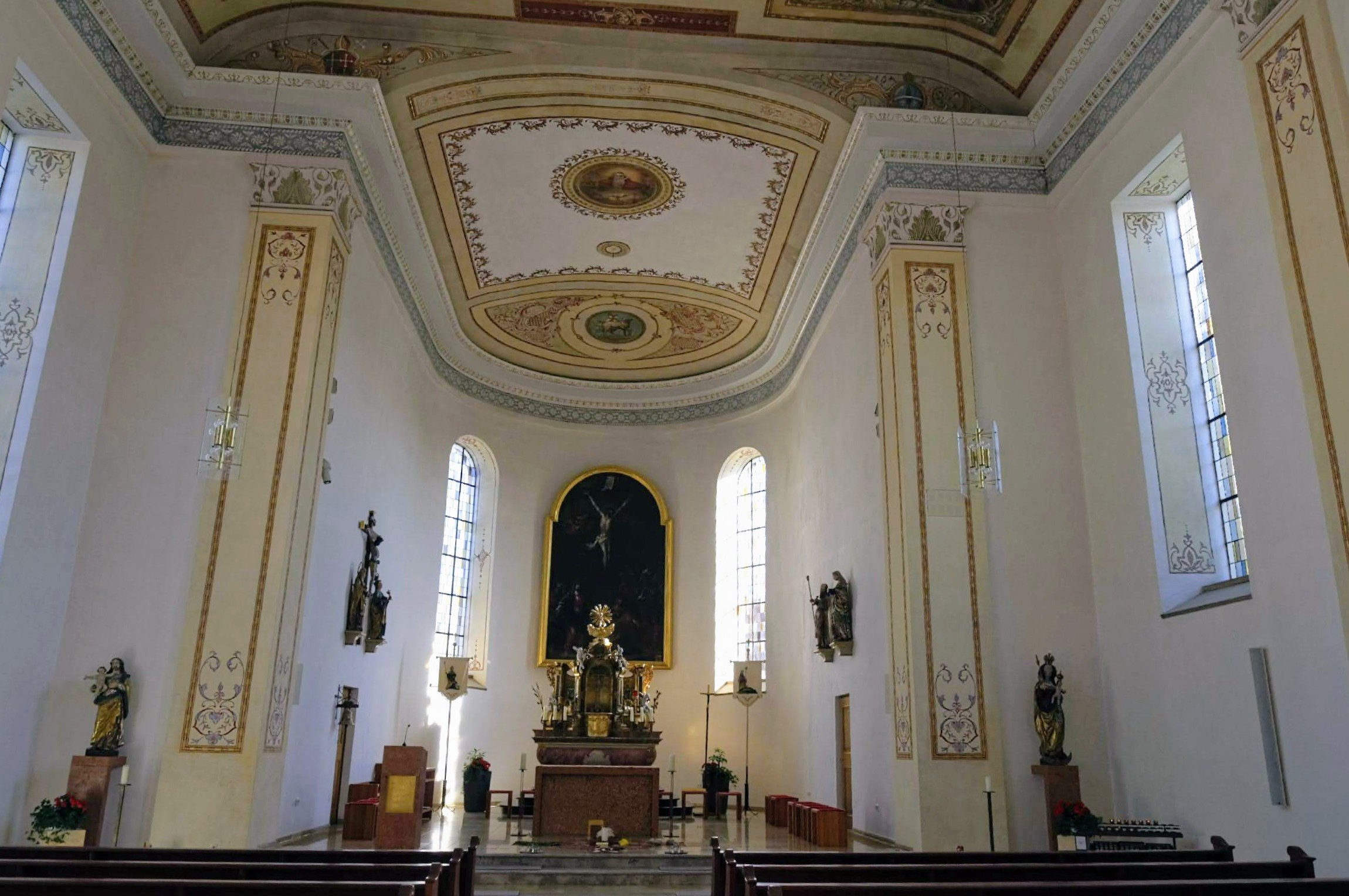
Blick zum Chor

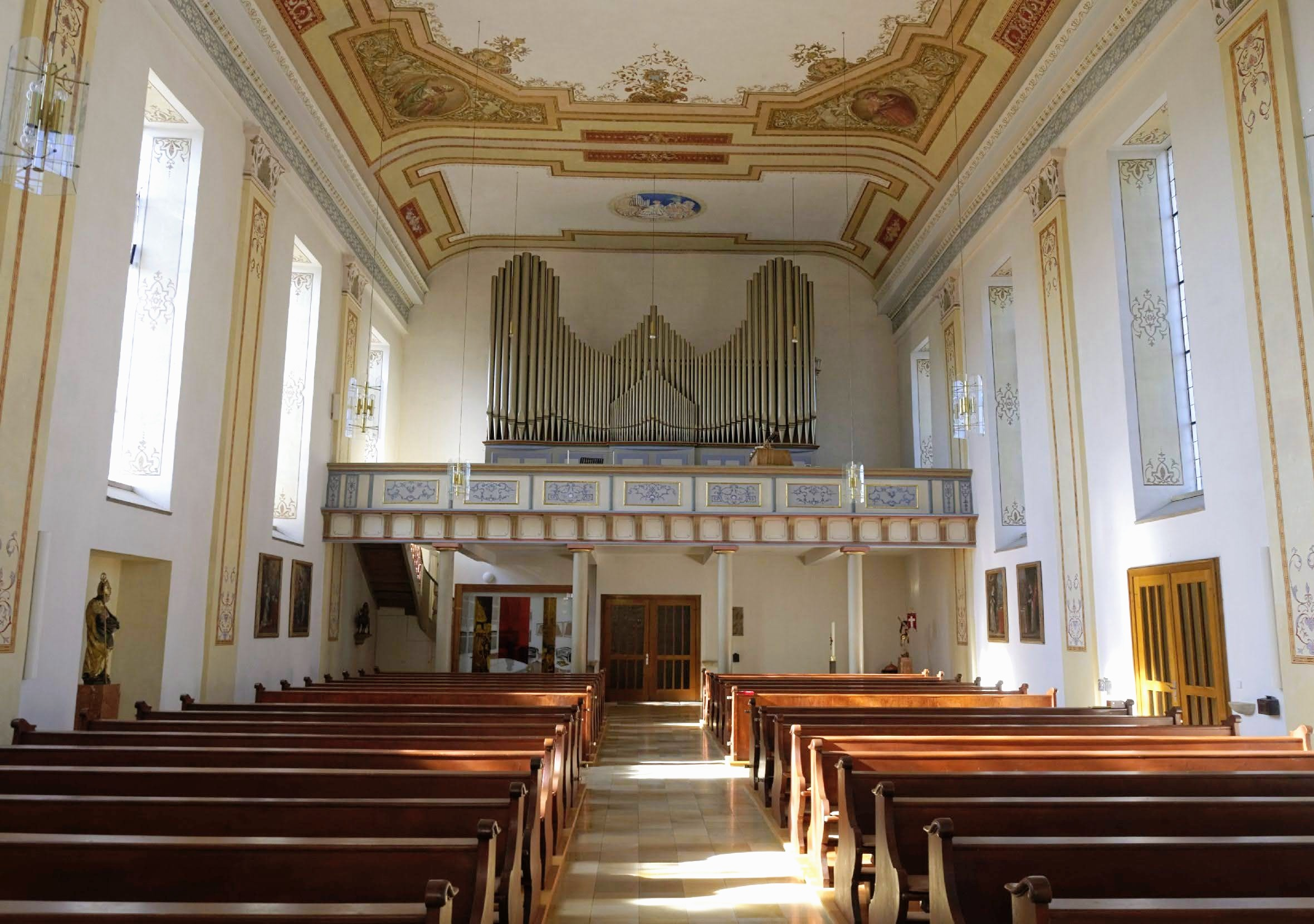
Blick zur Orgel

### Architektur
Die klassizistische Saalkirche, die 1821 anstelle einer Kapelle von 1466 nach der Planung des Baurats Johann August Bruckmann neu gebaut wurde, besteht aus einem Langhaus, einem eingezogenen, halbrund geschlossenen Chor im Süden, einem spätgotischen Chorflankenturm mit ziegelgedecktem Pyramidenhelm an der Westwand, der bereits zur Kapelle gehörte, und der Sakristei an der Ostwand des Chors. Außen ist in der Mitte des Chors zwischen zwei Rundbogenfenstern ein Sgraffito mit der Darstellung des Erzengels Michael beim Kampf mit dem Drachen (Satan) zu sehen. Die Nordseite mit dem Haupteingang ist sonst völlig geschlossen und auch schmucklos. Das Innere der Kirche wurde 1893 im Stil des Historismus ausgemalt.

### Orgel
Die Orgel auf der Empore im hinteren Teil der Kirche wurde 1937 als Opus 164 von der Manufaktur Reiser Orgelbau gebaut. Sie verfügt über 26 Register auf zwei Manualen und Pedal. Der Orgelprospekt ist als Freipfeifenprospekt gestaltet.

### Glocken
Im Kirchturm von St. Briccius hängen 4 Glocken, welche allesamt von der Glockengießerei Kurtz in Stuttgart gegossen wurden.
| Nr. | Name           | Ton  | Gewicht | Gießer                    | Gussjahr | Durchmesser | Inschrift |
| --- | -------------- | ---- | ------- | ------------------------- | -------- | ----------- | --- |
| 1   | Marienglocke   | fis′ | 773 kg  | Heinrich Kurtz; Stuttgart | 1953     | 1089 mm     | DIE LEBENDEN RUFE ICH M T A / DREIMAL WUNDERBARE MUTTER / BITTE FÜR UNS WURMLINGEN 1953 |
| 2   | Michaelsglocke | a′   | 456 kg  | Heinrich Kurtz; Stuttgart | 1953     | 910 mm      | DIE TOTEN BEKLAGE ICH ST. MICHAEL / GELEITE SIE IN DAS HL. LICHT DEN GEFALLENEN UND VERMISSTEN / 1939-1945 / VON IHREN ANGEHOERIGEN Hier stehen die Namen der Gefallenen und Vermissten des Zweiten Weltkriegs aus Wurmlingen |
| 3   | Herz-Jesu      | h′   | 328 kg  | Heinrich Kurtz; Stuttgart | 1953     | 817 mm      | FRIEDE CHRISTI IM REICHE CHRISTI HEILIGSTES HERZ JESU / ERBARME DICH UNSER GESTIFTET VON / A. FUHRER / M. BRUNNENMILLER / R. KRATZER / M. SCHAUFLER                                                                           |
| 4   | Bricciusglocke | d″   | 199 kg  | Heinrich Kurtz; Stuttgart | 1953     | 684 mm      | DIE BLITZE BRECHE ICH ST. BRICCIUS ST. BRICCIUS / BESCHÜTZE UNSERE GEMEINDE |